# Бриджита Булгари
Бриджита Булгари (итал. Brigitta Bulgari), настоящее имя Бриджита Кочиш (венг. Kocsis Brigitta; р. 29 сентября 1982) — венгерская порноактриса и фотомодель.

## Биография
Родилась 29 сентября 1982 года в Шаторальяуйхее.
Занималась легкой атлетикой, соревнуясь в триатлонах в возрасте от 15 до 19 лет. Училась на адвоката, с первого курса начала выступать как модель. Однажды в спортзале к ней подошли с предложением сниматься в фильмах для взрослых. Её первая роль была в фильме «Fashion» (2003).
В октябре 2005 года прославилась, появившись на футбольном матче между Пьяченца и Катандзаро, одетая только в трусы и галстук. Была арестована, но позже были опубликованы её фото обнаженной в компании с сотрудником полиции.
Булгари работает в Милане и Риме и живёт в Будапеште. Говорит на английском, итальянском и венгерском (родном) языках. У неё есть две кошки и собака. Также является моделью итальянской марки одежды NO.LI.TA..
В 2005 году получила премию Eroticline как лучший международный новичок.

### Судебное преследование
В июне 2010 года Джулиано Миньини, прокурор Перуджи, который также участвовал в преследовании Аманды Нокс, обвинил Булгари в совершении непристойных действий в присутствии несовершеннолетних, разрешив подросткам трогать её во время шоу в ночном клубе в Перудже, Италия. Видео, снятое на камеру телефона, по сообщениям, показывает, что 15-летние мальчики касались её груди во время выступления. Адвокат заявил, что судья просто предубеждён против красивой женщины.. Булгари была оправдана в октябре 2011 года и заявила, что она «просто пытается зарабатывать на жизнь» и что «чувствует себя как Аманда Нокс», указав, что в обоих случаях участвовал тот же прокурор. Она также заявила, что планирует написать книгу о своём опыте пребывания в тюрьме.
В дальнейшем Бриджитта стала клубным ди-джеем под псевдонимом Бриджитта Косс (англ. Brigitta Koss).

## Премии и достижения
- Penthouse Pet, май 2004.[14]
- Playmate, Венгрия, 2004.[6]
- Премия Eroticline Award 2005: лучшая новая актриса

## Дискография
- Brigitta Loves Music (2013)